# Saint-Jal
Saint-Jal è un comune francese di 656 abitanti situato nel dipartimento della Corrèze nella regione della Nuova Aquitania.

## Storia

### Simboli
Lo stemma è stato adottato il 5 ottobre 1980 e riunisce i blasoni delle famiglie Gimel e Robert de Saint-Jal.

## Società

### Evoluzione demografica
Abitanti censiti